# Кавыча
Кавыча — река в Мильковском районе Камчатского края России. Правый приток реки Камчатка.
Длина реки — 108 км. Площадь водосборного бассейна — 1000 км².
Берёт начало с Валагинского хребта на северо-восточном склоне горы Скалистая (2016 м).
Впадает в реку Камчатка справа на расстоянии 591 км от устья, напротив Верхнекамчатска в 11 км к юго-западу от села Мильково.
Код водного объекта в государственном водном реестре — 19070000112120000013086.
Притоки:
- левые: Крохолевая[7], Тополевая[7], Баранья[7], Великий Бакуш[8];
- правые: Перевалочная[9], Ольховая[9], Толманская[9], Корниловская[8].